# Ptyelus cinereus
Ptyelus cinereus är en insektsart som beskrevs av William Lucas Distant 1916. Ptyelus cinereus ingår i släktet Ptyelus och familjen spottstritar. Inga underarter finns listade i Catalogue of Life.